# Cañizares
Cañizares – gmina w Hiszpanii, w prowincji Cuenca, w Kastylii-La Mancha, o powierzchni 76,34 km². W 2011 roku gmina liczyła 535 mieszkańców.